# Зарудная, Варвара Михайловна
Варвара Михайловна Зарудная (по мужу Ипполитова-Иванова; 5 [17] декабря 1857, Екатеринослав — 14 марта 1939, Москва) — оперная певица (лирическое сопрано) и преподаватель вокала. Жена выдающегося музыканта, композитора и дирижёра М. М. Ипполитова-Иванова (c 1883 года).

## Учёба
По происхождению дворянка. Училась в Харьковской гимназии, окончив которую, в 1876 году поступила там же в музыкальное училище, педагог по вокалу К. Прохоровой-Маурелли.
C 1879 по 1882 — студентка Петербургской консерватории, которую окончила с серебряной медалью. Педагоги: Н. А. Ирецкая (первые три месяца), Г. Ниссен-Саломан, К. Эверарди. Именно уроки К. Эверарди оказали на певицу большое влияние, и его методикой она пользовалась в дальнейшей педагогической работе. В консерватории она познакомилась со своим соучеником М. М. Ипполитовым-Ивановым. Она стала его невестой, а через несколько лет — женой. Будучи студенткой, начала сценическую деятельность, выступая в домашних концертах у выдающихся музыкантов: А.П. Бородина, В.В. Стасова, Н.А. Римского-Корсакова, М.А. Балакирева, Ц.А. Кюи с исполнением отрывков из оперных арий. По свидетельству музыкальных источников, партия Ярославны к опере «Князь Игорь» Бородиным сочинялась с учётом вокальных данных Зарудной.

## Деятельность

### Вокальная
По окончании Петербургской консерватории работала в разных городах: Киеве (работала один сезон 1882 года в антрепризе И. Я. Сетова, продолжила учёбу у К.Эверарди и одновременно выступала в Киевском оперном театре); в Харькове; Тифлисе (1883—1893, причем некоторые арии исполняла на грузинском языке); выступала в Иркутске, Казани, Калуге, в Петербургском Мариинском театре.
Выступала как оперная и как концертная певица. Пружанский А. М. пишет о её вокально-сценических данных: «Обладала гибким голосом мягкого, теплого тембра, музыкальностью, сценическим мастерством. С одинаковым успехом исполняла лирические, драматические и колоратурные партии».
Помимо сценической деятельности активно занималась педагогической. С 1883 работала музыкальным педагогом в Тифлисе, где вместе с мужем Ипполитовым-Ивановым стояла у истоков местного музыкального училища (М. М. Ипполитов-Иванов был директор музыкального училища). В 1883 они поженились. Зарудная сыграла значительную роль в развитии вокальной культуры в Грузии. Преподавала в Московской консерватории.
Супруг М. М. Ипполитов-Иванов посвятил певице оперу «Ася» (op. 30, 1900) и романс «Эльзаская баллада» (op. 15).
Издала свою переписку с П. Чайковским (см.: Искусство. 1927. 4; рук. материалы — в ГЦММК, ф. 2, ед. хр. 5113 19).
В 1999 году была издана переписка М. М. Ипполитова-Иванова и В. М. Зарудной. 1881 год. Публ. М. А. Каламзиной и А. Л. Корсаковича. — М., ГМПИ им. М. М. Ипполитова-Иванова, 1999

### Педагогическая
В своей педагогической работе придерживалась методов своего учителя К.Эверарди.
С 1883 года, работая как певица в Тифлисе, начала там преподавать в музыкальных классах, затем вместе с мужем в Ипполитовым-Ивановым участвовала в организации музыкального училища, где в её классах занималось около 40 учеников, с которыми помимо основных вокальных занятий силами студентов ставились оперные спектакли или отрывки из опер.
В 1893—1924 преподавала в Московской консерватории (с 1903 профессор, с 1914 заслуженный профессор).
В 1917 вместе с мужем М. Ипполитовым-Ивановым организовала при Московской консерватории Вокальную студию им. П. Чайковского, где занималась рабочая молодежь и где были поставлены несколько оперных спектаклей Моцарта, Римского-Корсакова, Мусоргского, Чайковского.
Среди её учеников: К. Г. Арле-Тиц, А. В. Белянин, Н. Бичурина, Н. А. Браккер-Караулова, З. Вильямович, М. Грелер, В. М. Дерягина, А. Джаксли, М. Дидебулидзе, Аврелия (Цецилия) Добровольская, Е. Е. Егоров, З. И. Ершова, Е. Ф. Ждановский, С. П. Зорич, Н. Ф. Кемарская, Н. Колесникова, Е. В. Копосова-Держановская, А. К. Корсова-Чумакова, В. Макарова-Шевченко, Кузьма Минаев, М. М. Мирзоева, Н. И. Нагачевский, В. А. Никольский, Н. К. Новоспасская, А. Н. Перегудов, Ф. С. Петрова, В. Н. Петрова-Званцева, О. А. Петрусенко, А. М. Позднякова, М. Н. Риолли-Словцова, Т. Рчеулишвили, Е. А. Сабинина (урожд. Винберг), Д. Ф. Тархов.

### Сценическая
В. Зарудная много выступала в концертах, концертный репертуар певицы включал как арии из опер и академические симфонические произведения, так и народные песни, в том числе русские и украинские.
Исполняла партии в операх:
- 1883 — «Жизнь за царя» М. И. Глинки — Антонида (Тифлис, Грузия)
- 1884 — «Евгений Онегин» П. И. Чайковского — Татьян (Киев)
- 1885 — «Мазепа» П. И. Чайковского — Мария (Тифлис; в присутствии композитора),
- 1886 — «Демон» А. Г. Рубинштейна — Тамара (Киев)
- 1887 — «Руфь» М. Ипполитова-Иванова — Ноэминь (первая исполнительница[1])
- 1887 — «Чародейка» П. И. Чайковского — Кума Настасья
- 1890 — «Азра» М. Ипполитова-Иванова — Зорайя (первая исполнительница[1])
- «Русалка» А. С. Даргомыжского — Наташа
- «Князь Игорь» А. П. Бородина — Ярославна
- «Дон Жуан» В. А. Моцарта — Церлина
- «Фауст» Ш. Гуно — Маргарита
- «Африканка» Дж. Мейербера — Селика
- «Руслан и Людмила» М. Глинки — Людмила
- «Риголетто» Дж. Верди — Джильда
- «Аида» Дж. Верди — Аида
- «Джоконда» А. Понкьелли — Джоконда
- «Кармен» Ж. Бизе — Микаэла
- «Галька» С. Монюшко — Галька

## Сочинения
- О том, о сём и обо всём по пению и преподаванию и оперному делу (1921, рук.) в ГЦММК, ф. 2, ед. хр. 2070;
- Искусство пения (заметка, 1924 — 25) — ГЦММК, ф. 2, ед. хр. 2073.